# نیم‌لنگی
خم شدن ناگهانی یک یا دو پای عقب اسب‌ها را نیم‌لنگی (به انگلیسی: Stringhalt) می‌گویند. این حالت بیشتر به هنگام راه رفتن یا یورتمه در اسب‌هایی که به این بیماری دچارند دیده می‌شود و به‌ویژه زمانی که اسب بیمار، آهسته‌آهسته عقب می‌رود و می‌چرخد یا می‌ترسد نیم‌لنگی قابل مشاهده است.
نیم‌لنگی بر اثر انقباض ناگهانی زردپی‌های بازکننده کناری پدید می‌آید. در بیشتر موارد نیم‌لنگی، تنها راه درمان، جراحی پاها است.
چهار گونه نیم‌لنگی وجود دارد:
- نیم‌لنگی استرالیایی: گفته می‌شود خوردن گیاهی به نام گوش گربه Hypochaeris radicata باعث آن می‌شود.
- نیم‌لنگی کاذب: بر اثر درد در پای آسیب‌دیده حالت نیم‌لنگی دیده می‌شود.
- نیم‌لنگی یک‌طرفه: دلیل آن معلوم نیست اما معمولاً به زردپی بازکننده کناری مربوط می‌شود.
- نیم‌لنگی دوطرفه: دلیل آن نهنج (تالاموس) غیرعادی است.